# Петър Герасимов
Петър Герасимов (роден Петър Миронов Константинов, 26 април 1942 – 26 март 2025) е български журналист, публицист, преводач и издател.
С близо 60 годишен стаж в международната журналистика Петър Герасимов е работил в различни издания като „Народна младеж“, „Работническо дело“, в. „Народна култура“, сп. „Отечество“. Дълги години е главен редактор на многоезичното издание сп. „България“, издавано от „София Прес“.
След 1989 г. създава издателска къща „Интержурнал“, която дава началото на издания като „Клуб М“ – първото мъжко списание в България, дамското списание „Лейди журнал“, сп. „Български дневник“ и др. В последните си години е главен редактор на седмичното издание в. „Китай днес“.
В късния си период Петър Герасимов превежда множество издания (цитиран и като Петър Константинов), а в свободното си време пише фантастика под псевдонима Пит Герисън.